# Groningen (cheval)
Pour les articles homonymes, voir Groningen.
Le Groningen est une race chevaline demi-sang originaire de la province du même nom aux Pays-Bas. Issu de croisements entre races locales et chevaux Frison et Oldenbourg, il est à l'origine élevé pour la traction. C'est un cheval compact et puissant au tempérament calme, qui présente des allures cadencées même si un peu lentes. Il est prédisposé à la discipline de l'attelage, mais il fait également un bon cheval de selle rustique. La race est rare, peu diffusée, et ce même dans son pays d'origine.
Tout comme le Gelderland, la race a participé à la création du KWPN.

## Histoire

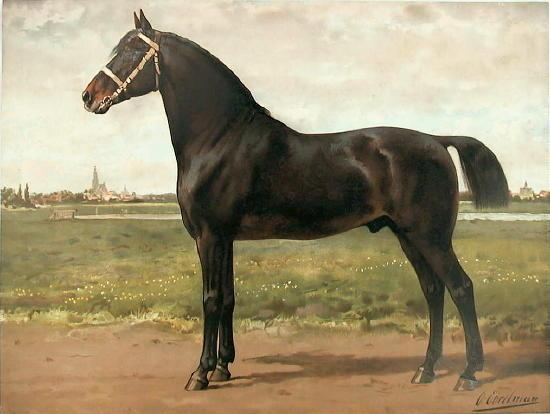
Peinture d'un Groningen par Otto Eerelman en 1898.

La race est originaire de la province néerlandaise de Groningue dont elle porte le nom,.
Elle est née du croisement entre les races locales avec des chevaux Frison et Oldenbourg, dans le but d'obtenir un cheval pouvant aussi bien servir à l'attelage que dans le travail agricole,,,. C'est alors un cheval avec une forte et puissante arrière-main, dont l'avant-main manque cependant d'action libre. Il a dans un second temps été influencé par des chevaux Suffolk Punch et Norfolk Roadster afin d'obtenir plus de puissance dans le labourage des terres lourdes.
À partir de 1945, la race est affinée afin en vue de devenir plus polyvalentr. Dans les années 1970, le Groningen a pratiquement disparu, intégré pour la plupart des sujets au KWPN. Seuls quelques étalons de pure race subsistent encore. Afin de préserver cette race ancienne, les éleveurs montent un programme de sauvegarde et utilisent des chevaux Oldenbourg en croisement.
Tout comme le Gelderland, cette race a participé à la création du KWPN,,. Le KWPN a d'ailleurs hérité de l'arrière-main puissante du Groningen.

## Description

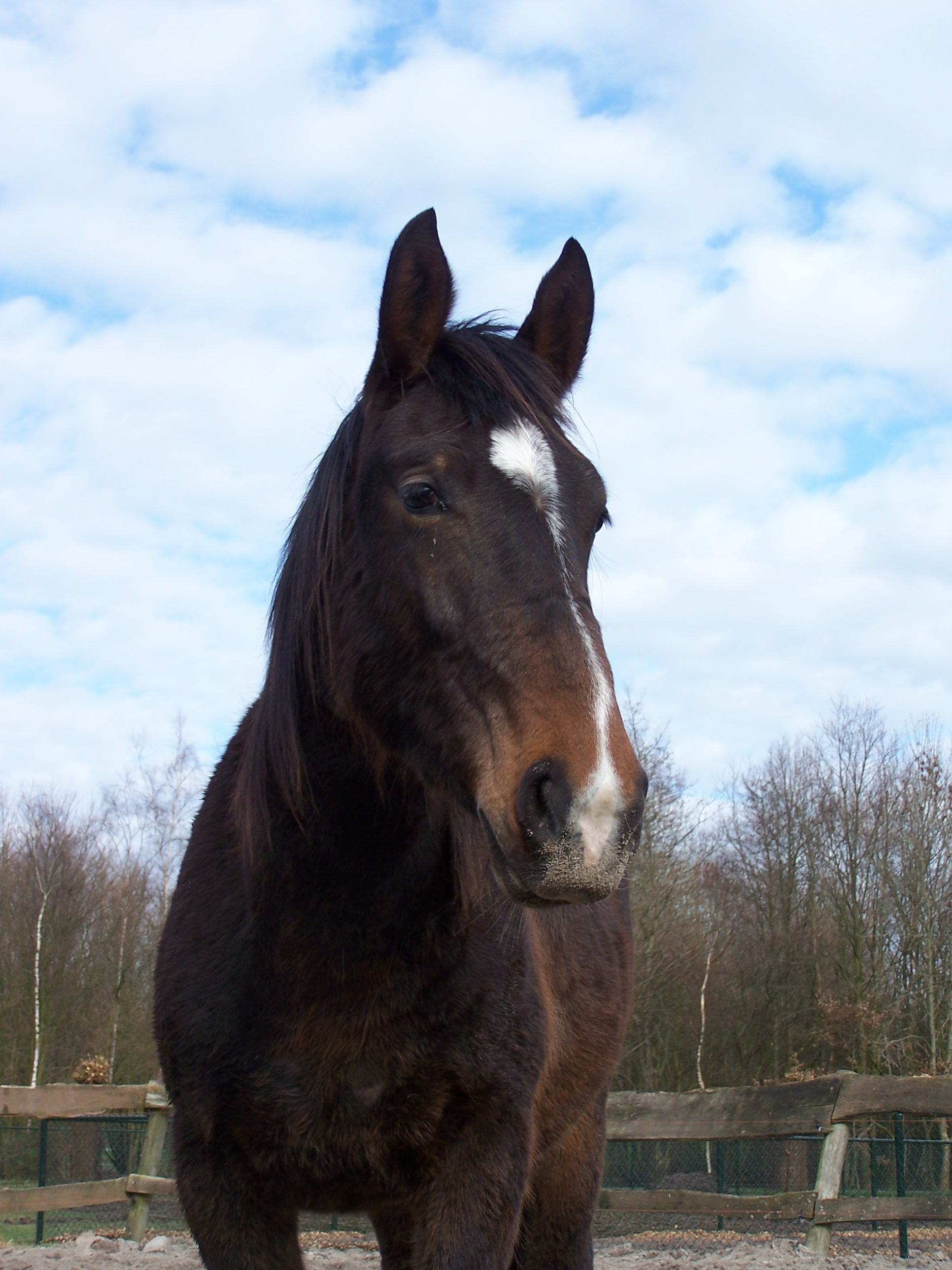
Jument Groningen de deux ans.

### Taille
Sa taille est en moyenne comprise entre 1,57 m et 1,67 m (entre 15,2 et 16,2 mains) selon l'ouvrage de Moira C. Reeve, celui de CAB International indiquant une fourchette plus réduite, soit de 1,60 m à 1,64 m.

### Morphologie
Les différentes lignées de la race sont vigoureuses et dotées à la fois de taille et d'os. C'est un cheval compact et puissant. 
La tête est longue, bien distincte, avec un profil droit et des oreilles moyennement longues. Le regard est franc et les yeux sont intelligents.
L'encolure, bien musclée, est robuste et courte, ce qui est caractéristique des chevaux d'attelage,.
Le garrot est proéminent,. La poitrine est large et très profonde,. L'avant-main, bien que faible à l'origine, a été améliorée depuis 1945. Le corps, puissant, est allongé, tout comme le dos,. La croupe est aplatie,.
L'arrière-main est très musclée et la queue placée haut,.
Les membres sont courts, solides, forts et bien musclés,,,.
Les sabots sont bien formés.

### Robe
Toutes les robes simples sont présentes chez cette race, mais aussi les robes pie, notamment le tobiano. Les robes alezan, bai et noir sont le plus souvent rencontrées,.
Les marques blanches sont fréquentes.

### Allures
Ses allures sont cadencées, bien que légèrement lentes. Elles sont particulièrement adaptées à la discipline de l'attelage.

### Tempérament
C'est un cheval au tempérament agréable. Il est calme et déterminé. Volontaire et résistant, il est également très frugal.

## Utilisations
Le Groningen est un cheval de selle rustique. Ses usages sont multiples. Il peut être utilisé aussi bien pour la traction, que pour l'attelage, pour l'équitation de travail comme pour le tourisme équestre.

## Diffusion de l'élevage
La race est rare, peu diffusée, et ce même dans son pays d'origine,. L'ouvrage Equine Science (4e édition de 2012) le classe parmi les races de chevaux de selle peu connues au niveau international.